# Sans Arc
Sans Arc ali Itazipco (tudi Itázipčho, Itazipcola, Hazipco – 'Tisti, ki lovijo brez lokov') ali Sans Arc so severnoameriško pleme Indijancev Amerike in pripadajo plemenu Lakota. Ime Sans Arc ('brez loka') je francoski prevod samoimenovanja (Itazipa = lok; cho = brez).
Lakota so pleme plemenske zveze Sedem ognjev ali Sujev, jezikovne skupine Siouan.  
Plemensko zvezo Sedem Ognjev ali Sujev tvorijo še štiri plemena vzhodnih Dakot Mdewakanton, Sisseton, Wahpekute in Wahpeton ter dve plemeni zahodnih Dakot Yanktonai in Yankton.
Lakote so se delili nadalje na tri regionalne skupine in sedem podplemen:
1. Severne Lakote
- Hunkpapa[1][2]
- Sihasapa (Blackfeet, ne smejo se zamenjevati s sovražnimi algonkinsko govorečimi Blackfoot)[3]

2. Srednje Lakote
- Minneconjou
- Sans Arc (Itazipco)
- Two Kettles (Oohenonpa ) (nekoč del skupine Wanhin Wega Band iz Minneconjou skupine, neodvisna od okoli leta 1840)[5]

3. Južne Lakote
- Oglala
- Brule (Sicangu)[6]

## Skupine ali Thiyóšpaye Sans Arc
Sans Arc ali Itazipco se pogosto imenujejo osrednji Lakota skupaj z Minneconjou (Mnikȟówožu, Hokwoju – »Rastline ob vodi«) in Two kettles ter so razdeljeni v naslednje skupine:
- Itazipco-hca (»Pravi Itazipco«)
- Mini sala (»Rdeča voda«)
- Sina luta oin ali Shinalutaoin (»Rdeč uhan iz blaga«)
- Woluta yuta (»Jesti posušeno jelenovo meso iz zadnje četrti«, »Jedci šunke«)
- Maz pegnaka (»Nositi kovinski okrasek za lase«)
- Tatanka Cesli ali Tatankachesli (»Bivolji gnoj«)
- Siksicela ali Shikshichela (»Slabi«, »Slabi različnih vrst«)
- Tiyopa Canupa ali Tiyopaoshanunpa (»Kaditi pri vhodu«)

Glej tudi:
- Suji
- Dakota
- Yankton
- Yanktonai
- Sisseton
- Wahpekute
- Wahpeton
- Mdewakanton